# Bank holiday
Bank holiday ("festività bancaria") è la denominazione data a una festività nazionale nel Regno Unito e nella Repubblica d'Irlanda. In origine di queste festività godevano i lavoratori nelle banche; poi furono estese anche ad altri settori, con esclusione dei lavoratori occupati in servizi essenziali.
Negli Stati Uniti il termine si riferisce ai giorni in cui le banche restano chiuse per ordine esecutivo del Congresso, senza alcun nesso diretto con le festività nazionali.

## Storia delle bank holiday

### Bank Holiday Act 1871
Prima del 1834 la Banca d'Inghilterra osservava circa trentatré festività e ricorrenze religiose; nel 1834 furono ridotte a sole quattro: il 1º maggio, il 1º novembre, il Venerdì Santo e il Natale.
Nel 1871 fu approvato il Bank Holiday Act, la prima normativa relativa alle bank holiday, grazie all'interessamento di Sir John Lubbock, banchiere e rappresentante del Partito Liberale. La legge definiva festivi i giorni riportati nella tabella sottostante. Sir John era un patito del cricket ed era fermamente convinto che i dipendenti bancari dovevano avere l'opportunità di partecipare e assistere alle partite: tra le bank holiday, infatti, figuravano le date in cui si tenevano gli incontri di cricket organizzati nei villaggi della regione in cui Sir John era cresciuto. La popolazione inglese gli fu così grata che per qualche tempo ribattezzò la prima bank holiday "S. Lubbock's Days" (Giorno di S. Lubbock)..
La Scozia, invece, adottò altre date per tenere conto delle sue diverse tradizioni.
| Inghilterra, Galles, Irlanda | Scozia                 |
| ---------------------------- | ---------------------- |
|                              | Capodanno              |
|                              | Venerdì Santo          |
| Lunedì di Pasqua             |                        |
| Lunedì di Pentecoste         | Primo lunedì di maggio |
| Primo lunedì d'agosto        | Primo lunedì di agosto |
| Boxing Day/Santo Stefano     | Natale                 |

La legge del 1871 non contemplava il Venerdì Santo e il Natale in quanto in Inghilterra, Galles e Irlanda essi venivano già considerate festività nazionali.
Nel 1903 il Bank Holiday (Ireland) Act aggiunse il 17 marzo, giorno di San Patrizio, all'elenco delle festività irlandesi.

### Banking and Financial Dealings Act 1971
Esattamente un secolo dopo la legge del 1871 fu approvato il Banking and Financial Dealings Act 1971 che disciplina ancor oggi le festività nel Regno Unito e stabilisce la maggioranza delle attuali bank holiday; Capodanno e 1º maggio furono però introdotte successivamente.
Nel 1971 la bank holiday di Pentecoste (Whit Monday) fu sostituita con la Late Spring Bank Holiday, fissata all'ultimo lunedì di maggio. Nel 1972 la data della festività di agosto fu spostata alla fine del mese.

## Situazione attuale

### Annuncio reale
In base al Banking and Financial Dealings Act 1971, le bank holiday vengono specificate ogni anno attraverso un annuncio reale, che inoltre sposta le bank holiday che cadono nel fine settimana, in modo da non perderle. Le festività così differite vengono denominate bank holiday in lieu (bank holiday in sostituzione) della relativa festività; nella legislazione sono indicati come "giorni sostituti". Lo spostamento della festività scozzese di Sant'Andrea al lunedì più vicino, quando il 30 novembre cade nel fine settimana, è previsto dalla legge e non richiede l'annuncio reale.

### Elenco delle festività
La tabella seguente riporta l'elenco delle festività nel Regno Unito e nella Repubblica d'Irlanda.
| Data                         | Nome                                                                               | Inghilterra e Galles | Scozia | Irlanda del Nord | Repubblica d'Irlanda |
| ---------------------------- | ---------------------------------------------------------------------------------- | -------------------- | ------ | ---------------- | -------------------- |
|                              |                                                                                    | 8                    | 9      | 10               | 9                    |
| 1º gennaio                   | New Year's Day (Capodanno)                                                         | X                    | X      | X                | X                    |
| 2 gennaio                    | 2 January                                                                          |                      | X      |                  |                      |
| 17 marzo                     | St. Patrick's Day (Festa di San Patrizio)                                          |                      |        | X                | X                    |
| Il venerdì precedente Pasqua | Good Friday (Venerdì Santo)                                                        | X                    | X      | X                |                      |
| Il giorno dopo Pasqua        | Easter Monday (Lunedì dell'angelo)                                                 | X                    |        | X                | X                    |
| Primo lunedì di maggio1      | May Day Bank Holiday (o Early May Bank Holiday in Scozia, o Labour Day in Irlanda) | X                    | X      | X                | X                    |
| Ultimo lunedì di maggio2     | Spring Bank Holiday                                                                | X                    | X      | X                |                      |
| Primo lunedì di giugno       | June Bank Holiday                                                                  |                      |        |                  | X                    |
| 12 luglio                    | Battle of the Boyne - Orangemen's Day                                              |                      |        | X                |                      |
| Primo lunedì di agosto       | Summer Bank Holiday                                                                |                      | X      |                  | X                    |
| Ultimo lunedì di agosto      | Summer Bank Holiday                                                                | X                    |        | X                |                      |
| Ultimo lunedì di ottobre     | October Bank Holiday                                                               |                      |        |                  | X                    |
| 30 novembre                  | St. Andrew's Day (Festa di Sant'Andrea)                                            |                      | X      |                  |                      |
| 25 dicembre                  | Christmas Day (Natale)                                                             | X                    | X      | X                | X                    |
| 26 dicembre                  | Boxing Day, St. Stephen's Day (Santo Stefano)                                      | X                    | X      | X                | X                    |

1. Nel 1995 e nel 2020 questa festività è stata spostata all'8 maggio per commemorare rispettivamente il 50º e il 75º anniversario della vittoria alleata nella seconda guerra mondiale.
2. Nel 2002, 2012 e 2022 questa giornata è stata spostata ad inizio giugno per festeggiare rispettivamente il giubileo d'oro, giubileo di diamante e giubileo di platino di Elisabetta II del Regno Unito. Tutti e tre i giorni sono stati accoppiati ad una giornata di bank holiday extra per creare un fine settimana di quattro giorni.

Per un solo anno, il 2011, è stata istituito il bank holiday del 29 aprile per festeggiare le nozze reali tra William, duca di Cambridge e Kate Middleton.

## Proposta di nuovebank holiday
È stato osservato che i giorni di vacanze nel Regno Unito sono meno rispetto agli altri paesi europei. Si deve però tenere conto del fatto che i "giorni sostituti" non esistono nella maggior parte dei paesi europei, dove si perdono le festività che cadono nel fine settimana (29% delle festività a data fissa). Risulta così che il numero medio dei giorni di ferie in tali paesi è di poco superiore (e in alcuni casi addirittura inferiore) rispetto al Regno Unito.
Molti sono stati i giorni proposti come nuove bank holiday, legati specialmente ai santi patroni, come il 23 aprile, giorno di San Giorgio in Inghilterra, e il 1º marzo, giorno di San David in Galles. 
Il 17 marzo, giorno di San Patrizio, è festivo nell'Irlanda del Nord; a partire dal 2008 il 30 novembre, giorno di Sant'Andrea, è una bank holiday in Scozia. La festa di San Piran, patrono della Cornovaglia (il 5 marzo), è già utilizzata come giorno di riposo non ufficiale da molti lavoratori della contea e ci sono ripetute richieste al governo per riconoscere tale data come una bank holiday ufficiale nella regione.
Nel 2008 il governo ha dichiarato di non avere alcuna intenzione di cambiare l'attuale modello di bank holiday, pur manifestando attenzione a tutti i suggerimenti. In risposta ad un'interrogazione parlamentare sul St George's Day, Gordon Brown ha auspicato l'apertura di un dibattito pubblico sulla proclamazione di un'eventuale nuova bank holiday che, se approvata, in alcuni anni cadrebbe otto giorni prima del May holiday e in altri molto vicina a Pasqua.

## Scozia
Esistono delle differenze tra le festività osservate in Scozia e quelle osservate nel resto del Regno Unito. Ad esempio, il lunedì di Pasqua non è una bank holiday e la Festa d'estate cade il primo lunedì di agosto anziché l'ultimo lunedì di agosto come succede nel resto del Regno Unito.
Le bank holiday non rivestono la stessa importanza in Scozia come altrove nel Regno Unito. Benché siano a tutti gli effetti giorni festivi, in Scozia rimane vivo l'uso di festività basate sulla tradizione locale e stabilite dalle autorità locali. Nel 1996 le banche scozzesi hanno deciso di armonizzare le proprie festività con quelle del resto del Regno Unito, osservando le stesse giornate di riposo adottate dalle altre banche.

## Repubblica d'Irlanda
Nella Repubblica d'Irlanda è utilizzato ufficialmente il termine "public holiday", anche se "bank holiday" continua a rimanere nell'uso comune.
Il Venerdì Santo non è un giorno festivo, anche se le banche e le istituzioni pubbliche sono chiuse e la Festa d'estate cade il primo lunedì di agosto anziché l'ultimo. La Festa di giugno prende il posto della Festa di primavera, mentre il lunedì di Pasqua e la Festa di San Patrizio sono considerate giornate nazionali.
La festività recente è la Festa del lavoro: cade il primo lunedì di maggio ed è stata introdotta nel 1994. Alcuni esponenti politici (tra cui Ruairi Quinn) stanno valutando l'aggiunta di uno o due giorni festivi supplementari per allineare l'Irlanda al resto dell'Europa.

## Stati Uniti
Negli Stati Uniti le banche sono generalmente chiuse nei giorni di festa nazionale: il termine bank holiday si riferisce specificamente alle chiusure di emergenza per mandato esecutivo o atto del Congresso al fine di contrastare le crisi finanziarie, come nel caso dell'Emergency Banking Act del 1933.